# Doryodes monosticta
Doryodes monosticta là một loài bướm đêm trong họ Erebidae.